# Peter Lawson Jones
Pour les articles homonymes, voir Jones.
Peter Lawson Jones est un acteur américain né le 23 décembre 1952 à Cleveland en Ohio.

## Filmographie

### Cinéma
- 2011 : 25 Hill : M. Banner
- 2011 : Robbie 3.0 : Tom
- 2011 : If Joy Comes : le gardien
- 2012 : Hall of Fame : l'avocat Josh Stone
- 2012 : Alex Cross : le ministre
- 2012 : If the River Was Whiskey : le barman
- 2013 : The Age of Love : M. Williams
- 2013 : Swing Love Sweet Chariote : le principal Dr C.
- 2013 : Made in Cleveland : le médecin
- 2013 : Benevolent Stranger : Jeff Sr.
- 2014 : Starve : Norman
- 2015 : Grasshopper : Ted Adkins
- 2016 : Gearheads : le conseiller
- 2016 : How to Change the World : Roger Drumm
- 2016 : The Umbrella Man : un conférencier
- 2018 : The Assassin's Code : un ouvrier
- 2018 : Undercover : Une histoire vraie : juge Thomas Jackson
- 2019 : Crshd : Professeur Werner
- 2021 : Judas and the Black Messiah : un seigneur
- 2022 : Dreams : M. Hughes
- 2022 : Le Pire Voisin au monde : Reuben
- 2023 : On Sacred Ground : Doug

### Télévision
- 2011 : Detroit 1-8-7 : un sans-abri (1 épisode)
- 2014 : Seeing Tomorrow : Lunch patron
- 2021 : Chicago Fire : Henry Sidwell
- 2024 : Five Feet : Lance